# 啟思中學
啓思中學（英語：Creative Secondary School，簡稱CSS、啓思、啓中）是香港一家全日制男女中學。位於香港將軍澳蓬萊路3號（將軍澳第50區），毗鄰清水灣半島。2006年創校，2009年2月被錄取為國際文憑學校，全體師生人數約1000多人。
啓思中學是一所直資的國際文憑世界學校（國際文憑學校編號：003069），提供國際中學文憑項目（IB Middle Years Programme，IBMYP）及國際預科文憑項目（IB Diploma Programme，IBDP）課程，亦提供香港中學文憑課程（HKDSE）。其聯繫小學和幼稚園是啓思小學和啓思小學附屬幼稚園 （页面存档备份，存于）。
啓思中學是一所與時並進的直資英文中學，學校的價值觀和辦學理念融會中外的教育理想。在啓思中學嚴謹的學術發展與愉快和多姿多采的校園生活相互平衡。學校致力裝備學生，使他們有足夠能力去面對急劇轉變的世界所帶來的機遇和挑戰，培養他們對自身文化和承傳的認同、對生命充滿熱愛，以及為世界變得更美好而作出的承擔。
啓思中學也是「國際啟發潛能教育聯盟」的成員，榮獲「啟發潛能學校大奬」。學生愉快地投入學習，發展潛能，發掘新的事物及觀點。在校園多元文化的社群內，學校珍視彼此尊重及關顧的人際關係。在積極正面及互相支援的校園氛圍下，培育出具有自信及有質素的學生，裝備自己，為領導和服務社會作出貢獻。

## 學社
啓思中學推行學社制，其六個社分別是紫荊社（Bauhinia）、紅棉社（Bombax）、黃槐社（Cassia）、鳳凰社（Delonix）、藍楹社（Jacaranda）及龍柏社（Juniper）。
學校中所有學生及大部分老師和校工皆被分進六個學社之一。不同學社會在不同比賽或活動中競賽，如陸運會、水運會、Stage Challenge、Running Maths、農曆新年舞龍比賽等等。各社在各項比賽中的成績將會被紀錄，並於年末結算各社總分，排名第一的社會獲得該學年的Creative Cup。

## 獎項
啓思三所連繫學校由啓思小學附屬幼稚園、啓思小學和啓思中學三所學校連接而成，三所學校獲得了香港聯合國教科文組織協會和首席快樂官協會的認可，於2023年同獲「最傑出開心校園大獎」、「開心校園優異獎」和「卓越成就特別大獎」，成為教育界積整推動愉快校園的領先學校。這些獎項表彰了三所學校在成功實現學校願景和使命方面所做出的卓越努力，突顯了學校一直致力於為學生、家長、各員工提供優秀、充滿活力和協作的環境所作出的努力，呈示了對幸福、健康、學習和成長機會的選擇和重視。
另外，啓思中學2022應屆畢業生取得優異的國際文憑課程成績。兩名同學取得滿分45分的狀元成績；100%的學生獲得極具挑戰性的雙語文憑及29%的學生取得40分以上，其中有1名學生取得近滿分的44分。

## 體驗式學習
體驗式學習是在啓思中學就讀的學生在學習和個人成長方面的重要元素。它包含全面而廣泛的聯課活動、啓思週、特別的本地和海外遊學團，以及與學校的中國姊妹學校和其他海外學校的交流計劃。以下是各體驗式學習活動的詳情及例子：

### 聯課活動
在啓思中學，聯課活動對學生的發展至為重要，它可以幫助學生建立健康和均衡的生活模式，以及正面的人生觀。學校每年有超過八十種的活動和學會供學生選擇參加，他們可透過參加聯課活動的機會拓展視野、發展個人興趣及領袖才能。學校亦有舉辦不同的學習營和遊學團，延伸學生的學習至課堂以外。聯課活動會於午膳時間和放學後進行。高年級學生會根據他們的「其他學習經歷」(OLE) 或「創意、活動和服務」(CAS) 課程的需要，籌辦自己的學會，從中可以和低年級的同學分享他們的熱愛和興趣。

### 啓思週
「啓思週」是學校的體驗式學習的主要活動。每年的春季，學校會將一星期的課堂時間，讓學生在香港及其他地方投入不同的活動。中一學生將會參加歷奇戶外教育營或宿營，與學社內的社員和社導師共處5天，參與各類型的活動，例如攀石、划艇和其他建立團隊精神的遊戲。中二級的學生會參加在中國舉行的不同的文化及服務營。中三至中五級的學生則會選擇參加在香港及海外進行的不同類型的活動。

### 遊學團
學校特別安排於香港、中國及海外舉辦遊學團，幫助學生學習和體驗不同科目內的具體知識領域。過往的目的地包括：德國、波蘭、中國、日本、馬來西亞、西班牙、意大利，等等。

### 學生交流計劃
「學生交流計劃」為學生在香港的社區以外，提供寶貴和有意義的學習機會。作為姊妹學校計劃的一部分，啓思中學與杭州綠城育華學校建立了姊妹學校的夥伴關係。啓思中學的學生每年都會參加由該學校所籌辦的國際文化節，他們同時會在杭州家庭寄宿，體驗當地生活，而杭州的學生則會於五月份到訪香港作交流。此外，啓思中學是「香港─蘇格蘭學校優化夥伴計劃」（HKSSIP）的成員。啓思中學與愛丁堡的Balerno高中建立了合作夥伴的關係，讓兩所學校的學生得以進行交流。透過這些交流計劃，啓思中學的學生不僅可以通過到海外上課而獲得獨特難忘而可改變生命的經歷，亦能透過開拓個人的視野，發展其「啓思中學學習者之特質」（CSS Learner Attributes），成為真正的「啓思學習者」。

## 校舍
啓思中學的後千禧校舍總體分為三個部份，分別是A座、B座及C座。A座共有四層，B座共有五層，而C座則共有六層。校舍由日本前田建設承建，創校時尚未完工，故要借用一河之隔的將軍澳循道衛理小學部分樓層作授課之用，至2007年年初。
A座最接近校門，方便接待賓客，主要是禮堂及校務處。主禮堂位於一樓，校務處位於G樓；而露天人造草地球場則位於四樓。
B座主要是科學實驗室（三樓及四樓）及食物科技中心（二樓），以及在一樓的教員休息室。另外，學校飯堂設在B座G樓。
C座主要是課室、音樂室、電腦室、設計與科技中心及圖書館。在2014年暑假擴建了2/F的空地爲三間課室，有一間利用活動式門板分割。學校圖書館位於六樓空中花園旁。
啓思中學共有四個操場及三個禮堂，其中操場分別在A座地下、B座地下（飯堂旁）、C座地下（有蓋）、及A座四樓；禮堂則在A座一樓（主禮堂）、A座二樓（次禮堂，亦稱Balcony，與一樓主禮堂可以以移除或蓋上活門而合併或分離）、及C座G樓（後加建，於C座操場旁）。
另外，於2022年，啓思中學加建STEAM課室，健身房、CLACH課室 （又稱思闕齋）。
媒體放映
其校舍於無綫電視的愛·回家之開心速遞、陳奕迅致明日的舞MV、林家謙時光倒流一句話MV中皆有作為場景出現。

## 鄰近
- 日出康城
- 邵氏影城
- 清水灣半島
- 香港單車館
- 將軍澳運動場
- 坑口
  - 連理街，東港城
- 將軍澳
  - 將軍澳廣場，PopCorn

## 外部連結
- 啓思中學首頁（页面存档备份，存于）
- 啓思中學地圖

1. ↑  .   [2013-05-10]. （原始内容存档于2019-08-03）.
2. ↑  .   [2009-09-01]. （原始内容存档于2020-10-30）.
3. ↑  .   [2011-11-09]. （原始内容存档于2011-09-16）.
4. ↑  . 啓思中學. （原始内容存档于2023-04-30）.
5. ↑   (PDF).   [2021-04-25]. （原始内容存档 (PDF)于2007-01-11） （中文（香港））.
6. ↑   (PDF).   [2021-04-26]. （原始内容存档 (PDF)于2021-04-26）.
7. ↑   (PDF).   [2021-04-26]. （原始内容存档 (PDF)于2021-04-26）.